# Dessin de définition
 (avril 2014).
Si vous disposez d'ouvrages ou d'articles de référence ou si vous connaissez des sites web de qualité traitant du thème abordé ici, merci de compléter l'article en donnant les références utiles à sa vérifiabilité et en les liant à la section « Notes et références ».

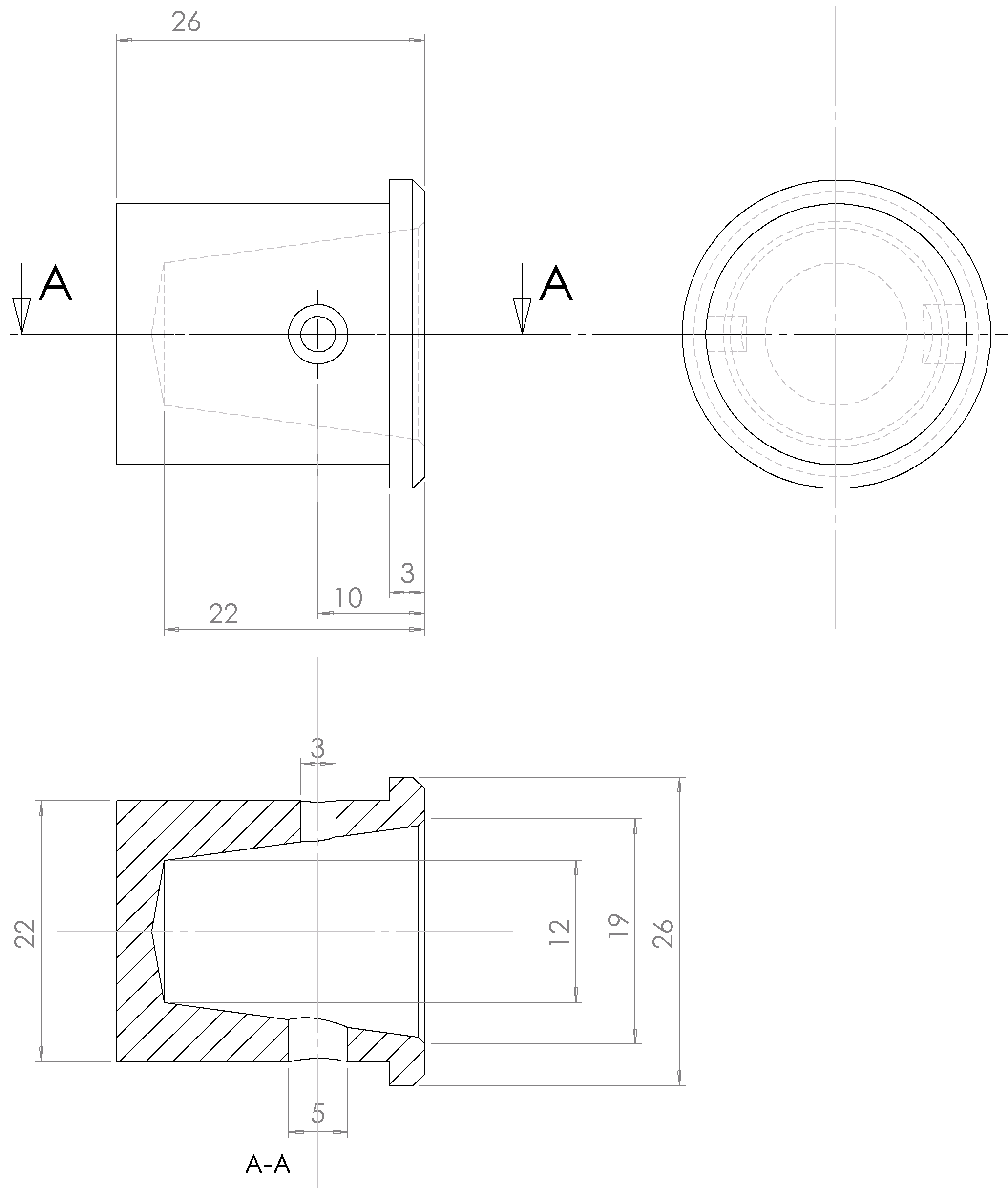
Dessin de définition généré avec un logiciel de modélisation en trois dimensions

En dessin industriel, le dessin de définition représente une pièce ou une partie d'objet projeté sur un plan avec tous ses détails comme les dimensions en cotations normalisées et les usinages. On l'appelle également plan de détails par opposition au plan d'ensemble ou dessin d'ensemble.

## Les vues
- Le nombre de vues varie en fonction de la complexité de la pièce représentée. Une vue (voire deux ) pour une pièce cylindrique, en général trois vues pour une pièce prismatique.
- La vue de face est choisie en fonction de sa représentativité.
- L'ensemble des vues doit permettre une compréhension totale de la pièce, ainsi il est parfois nécessaire d'ajouter des détails, des perspectives et des coupes partielles.
- les types des pages:

A4= 297×210
A2=594×420 ,

## La cotation
- Elle est indispensable et indissociable du dessin. Elle définit les dimensions, les formes, les surfaces et indique le niveau de qualité de celles-ci (voire la tolérance).